# Consell Comarcal del Baix Ebre

Escut del Consell Comarcal del Baix Ebre

El Consell Comarcal del Baix Ebre és una administració pública d'àmbit local que escull de manera indirecta els seus membres d'acord amb els resultats de les eleccions municipals. Té la seua seu a l'antic convent de les Oblates, construït entre el 1880 i el 1885 i venut el 1987 a la ciutat de Tortosa.
El seu ple està format per 25 consellers comarcals.
Des del 1995 el Consell comarcal del Baix Ebre utilitza un escut que s'inspira en el de Ramon Berenguer IV com a marquès de Tortosa. Està dividit en quatre quarters i alterna els pals de la casa catalana d'Aragó amb la torre descrita al segle xiii als Costums de Tortosa: torre de plata, amb quatre merlets, una porta i dues finestres.
N'han estat presidents Marià Curto (CiU), Ramon Cardús (CiU; 1995-1999), Joan Bertomeu (PP; 1999-2003), Ferran Bel (CiU; 2003-2007), Andreu Martí (CiU; 2007-2009), Daniel Andreu (ERC, 2009-2011), Lluís Soler (CiU; 2011-2015), Dani Andreu (ERC; 2015-2017), novament, Enric Roig i Montagut (PSC; VII/XII de 2017), Sandra Zaragoza Vallés (PDeCAT; XII/2017-VII/2019) i Xavier Faura Sanmartín (ERC). En l'actualitat Antoni Gilabert i Rodríguez (ERC; VII/2023-...) n'és el president.
| Consellers comarcals | Consellers comarcals | Consellers comarcals | Consellers comarcals | Consellers comarcals | Consellers comarcals | Consellers comarcals | Consellers comarcals | Consellers comarcals |
| 1999 | 2003                 | 2007                 | 2011                 | 2015                 | 2019                 |                      |                      |                      |
| --- | -------------------- | -------------------- | -------------------- | -------------------- | -------------------- | -------------------- | -------------------- | -------------------- |
| CiU: 12 | CiU: 8               | CiU: 10              | CiU: 11              | CiU: 10              | PDeCAT: 8            |                      |                      |                      |
| PSC: 7 | PSC: 8 (més votat)   | PSC: 8               | PSC: 6               | PSC: 5               | PSC: 3               |                      |                      |                      |
| ERC: 0 | ERC: 4               | ERC: 6               | ERC: 6               | ERC: 8               | ERC: 11              |                      |                      |                      |
| PP: 6 (*1) | PP: 3                | PP: 1 (*2)           | PP: 2                | PP: 1                | Cs: 1                |                      |                      |                      |
| Independ.: --- | Independ.: 2         | Independ.: ---       | Altres: 0            | ICV-EUa: 1           | ECG: 2               |                      |                      |                      |
| (*1) Josep Maria Franquet abandona el grup del PP el juny de 2001. (*2) Antoni Faura passà posteriorment al grup independent. |                      |                      |                      |                      |                      |                      |                      |                      |